# Vincenzo Lanza
Vincenzo Lanza (Foggia, 8 maggio 1784 – Napoli, 3 aprile 1860) è stato un medico e politico italiano.

## Biografia
I suoi genitori, Filippo e Rachele Fiore, erano di umile condizione e provenivano da Roseto Valfortore, un borgo dei monti Dauni che a quell'epoca era parte della diocesi di Ariano. Nel 1800, dopo aver portato a termine gli studi primari presso il seminario di Ariano, Vincenzo Lanza si trasferì a Napoli ove intraprese gli studi di medicina.
Terminati gli studi, nel 1814, sempre a Napoli, fu designato professore nella clinica medica dell'ospedale degli incurabili e l'anno successivo direttore di clinica medica nell'ospedale della pace.
Nel 1831 gli venne conferito il titolo di professore della cattedra di medicina pratica dell'università napoletana.
Il 18 aprile 1848 fu eletto deputato al parlamento del regno delle due Sicilie e nominato vice presidente della camera dei deputati.
Fu politico liberale e sostenitore della costituzione concessa dal re.
Dopo le insurrezioni anti borboniche del 1848, Ferdinando II di Borbone sciolse il parlamento, perseguitandone i membri liberali e dando la caccia a rivoluzionari veri e presunti.
La repressione reazionaria e anti-liberale del sovrano si abbatté anche sul Lanza, che fu costretto ad abbandonare la città campana per evitare la sua cattura.
Nel 1849 si stabilì a Genova dove continuò ad esercitare la sua professione di medico.
Negli anni del suo esilio ligure, si svolse a Napoli il processo contro i liberali e per il Lanza giunse venne sentenziata la condanna a morte.
Solo successivamente, nel 1856, Ferdinando II revocò la sentenza nei confronti del Lanza, concedendogli la grazia e il permesso di rientrare nel Regno delle due Sicilie
Vincenzo Lanza così poté ricongiungersi con la sua famiglia e continuò ad esercitare la sua professione medica.
Morì nel capoluogo partenopeo il 3 aprile 1860 a causa di apoplessia all'età di 75 anni.

## Pubblicazioni
- Lezioni di clinica medica (1809)
- L'istituzione di clinica (1811)
- Gli aforismi di clinica (1814)
- Sulla natura dell'infezione e della febbre (1821)
- Giornale del tifo petecchiale (1821)
- Nosologia positiva (1845)